# Ніл Дафф
Ніл Дафф (англ. Neil Duff, нар. 22 липня 1972 року) — північноірландський професійний дартсмен, який зараз грає у змаганнях WDF. Чемпіон світу WDF 2022 року серед чоловіків. Він перший північноірландський гравець в дартс, який очолив світовий чоловічий рейтинг WDF.